# Fontannes
Fontannes – miejscowość i gmina we Francji, w regionie Owernia-Rodan-Alpy, w departamencie Górna Loara.
Według danych na rok 1990 gminę zamieszkiwały 774 osoby, a gęstość zaludnienia wynosiła 79 osób/km² (wśród 1310 gmin Owernii Fontannes plasuje się na 287. miejscu pod względem liczby ludności, natomiast pod względem powierzchni na miejscu 816.).